# Portada/efemèride maig 16
Marià Aguiló i Fuster
« 15 de maig · 16 de maig · 17 de maig »